# Caio Canedo
Caio Canedo Corrêa (* 9. August 1990 in Volta Redonda) ist ein brasilianischer Fußballspieler, der auch die Staatsbürgerschaft der Vereinigten Arabischen Emirate besitzt und seit 2020 deren A-Nationalspieler ist.

## Karriere

### Verein
Caios Karriere startete 2007 in Jugend von Volta Redonda FC. In den folgenden zwei Spielzeiten folgten Leihwechsel in den Juniorenbereich zweier größerer brasilianischer Klubs, São Paulo und Botafogo FR.  Nach der Rückkehr zu Volta Redonda wurde er in die erste Mannschaft befördert, absolvierte aber kein Ligaspiel. Infolgedessen folgte erneut eine Leihe zu Botafogo. In der darauffolgenden Spielzeit wurde er fest unter Vertrag genommen. Für Botafogo bestritt der Brasilianer 55 Spiele in der Série A und erzielte zwei Tore. In der Saison 2012 wurde Caio erneut ausgeliehen: dieses Mal zum Figueirense FC. Dort gelang ihm mit neun Treffern in 26 Spielen endgültig der Durchbruch als Profi.
Aufgrund dieser Leistungen verpflichtete der SC Internacional aus Porto Alegre den Stürmer. Doch in seinen zwanzig Ligaspielen konnte er kein Tor für seinen Arbeitgeber erzielen. Deshalb wurde der Stürmer zur Saison 2014 an EC Vitória ausgeliehen. Anschließend folgte 2014 eine Leihe in die Vereinigten Arabischen Emirate zu al-Wasl. Nach einer starken Debütsaison mit 16 Toren in 22 Spielen wurde er fest verpflichtet. 2019 wurde er an den Al Ain Club verkauft.

### Nationalmannschaft
Im November 2020 wurde Caio erstmals in die Nationalmannschaft der Vereinigten Arabischen Emirate berufen.

## Erfolge
Botafogo
- Staatsmeisterschaft von Rio de Janeiro: 2010

SC Internacional
- Staatsmeisterschaft von Rio Grande do Sul: 2013, 2014

al Ain Club
- UAE Arabian Gulf Cup: 2021/22
- Meister der Vereinigten Arabischen Emirate: 2021/22